# Prinsbisdom Montenegro
Het prinsbisdom Montenegro (Servisch: Митрополство Црногорско) was een theocratisch vorstendom in het zuidoosten van Europa dat bestond van 1496 tot 1852. Aanvankelijk was het land een onderdeel van het Ottomaanse Rijk, waarbinnen het kortstondig een onderdeel vormde van de Sandjak Montenegro en vanaf 1528 de Vilayet Montenegro (een onderdeel van de Sandjak Scutari), met een zekere vorm van autonomie. Aan het hoofd van het prinsbisdom stond een Servisch-Orthodoxe bisschop die de vladika werd genoemd. Deze bisschop werd aanvankelijk gekozen. Tijdens alle gebeurtenissen die de Grote Turkse Oorlog (1663-1699) uitmaakten, werden de Ottomanen onder bisschop Danilo Šćepčević van het huis Petrović in 1697 uit Montenegro verbannen. Hierdoor werd het prinsbisdom Montenegro feitelijk onafhankelijk. Tussen 1768 en 1773 werd Montenegro kortstondig geregeerd door tsaar Šćepan Mali. De Montenegrijnse onafhankelijkheid van Istanbul werd in 1799 officieel erkend. In deze tijd verkreeg Montenegro ook een systeem van erfopvolging onder het huis Petrović. Onder Danilo II werd Montenegro in 1852 een seculiere staat (vorstendom Montenegro).